# Arne Anderberg
Arne A. Anderberg (2 januari 1954) is een Zweedse botanicus.

## Levensloop
In 1985 promoveerde Anderberg aan de Universiteit van Stockholm op het proefschrift Studies in the Inuleae--Inulinae (Compositae). Vanaf 1990 was hij docent aan de Stockholms universiteit.
Sinds 2001 is Anderberg hoogleraar en hoofd van de afdeling zaadplanten van het Naturhistoriska riksmuseet in Stockholm. Hier heeft hij de leiding over het onderzoek, de collectie, het budget en de staf.
Anderberg richt zich in zijn onderzoek op de fylogenie van bedektzadigen, waarbij hij zich vooral bezighoudt met de orde Ericales en de composietenfamilie. Hij is betrokken bij de Angiosperm Phylogeny Group. Hij is lid van de American Society of Plant Taxonomists en de Botanical Society of America.
Anderberg is de (mede)auteur van artikelen in wetenschappelijke tijdschriften als American Journal of Botany, Annals of the Missouri Botanical Garden, Botanical Journal of the Linnean Society, Brittonia, Edinburgh Journal of Botany, Grana, International Journal of Plant Sciences, Kew Bulletin, Nordic Journal of Botany, Systematic Botany en Willdenowia. In de Flora of China is hij medeauteur van de beschrijving van de familie Ericaceae. Hij is (mede)auteur van meer dan 250 botanische namen, van met name taxa binnen de familie Asteraceae.